# Strathocles magnipilosa
Strathocles magnipilosa är en fjärilsart som beskrevs av Paul Dognin 1923. Strathocles magnipilosa ingår i släktet Strathocles och familjen nattflyn. Inga underarter finns listade i Catalogue of Life.